# 杰森·邓汉姆号驱逐舰
杰森·邓汉姆号（英語：USS Jason Dunham DDG-109）是一艘美国海军阿利·伯克級導彈驅逐艦，她以美国海军陆战队下士杰森·邓汉姆名字命名，后者在伊拉克战争中被追授荣誉勋章。 

## 历史
杰森·邓汉姆号是阿利·伯克级第59艘驱逐舰，由缅因州巴斯的巴斯钢铁厂建造。她由邓纳姆下士的母亲黛布拉邓纳姆命名，并于2009年8月1日下水。杰森·邓汉姆号于2010年11月13日开始服役。  

## 图片

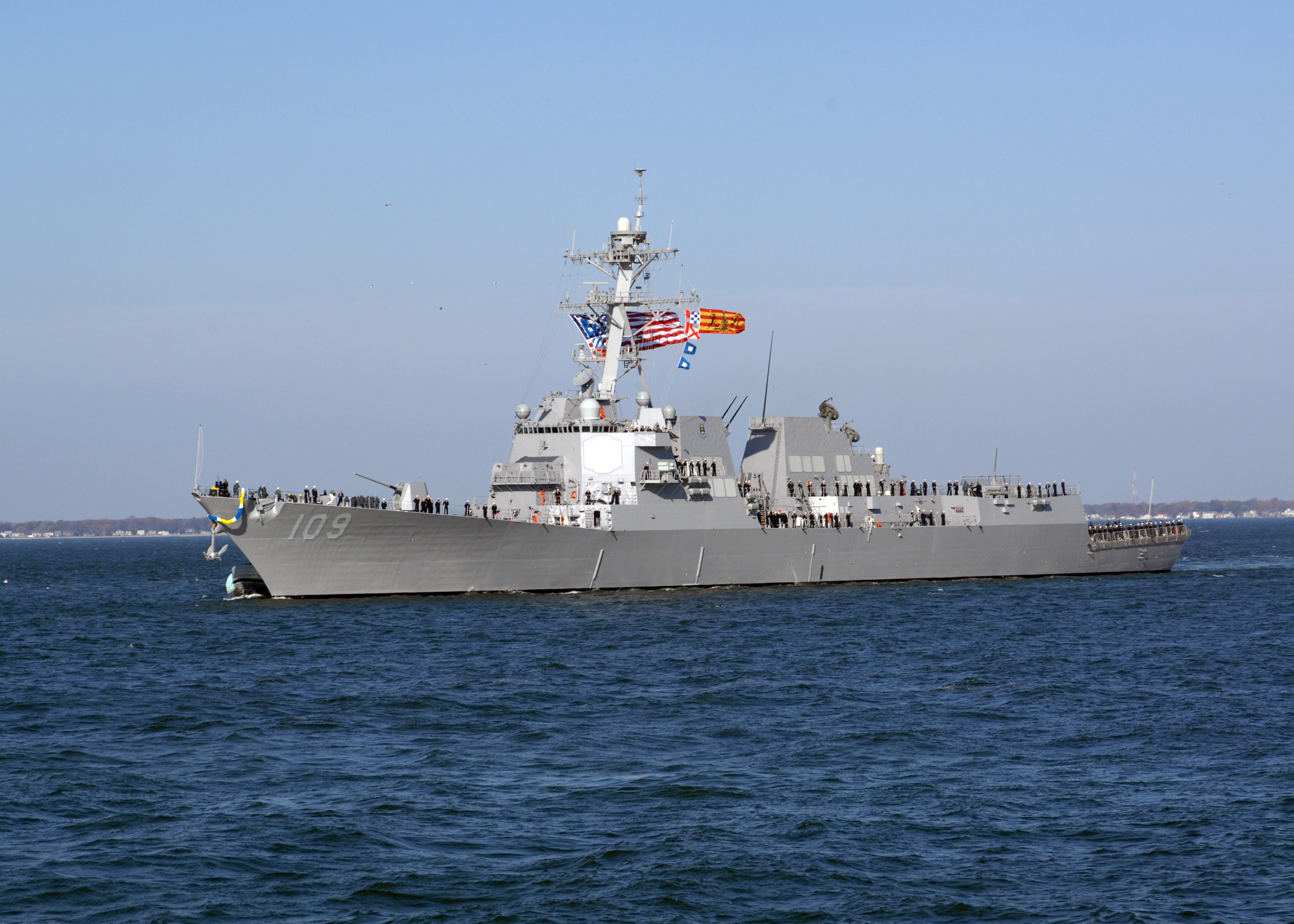
杰森·邓汉姆号抵达海军基地
杰森·邓汉姆号前往阿拉伯海
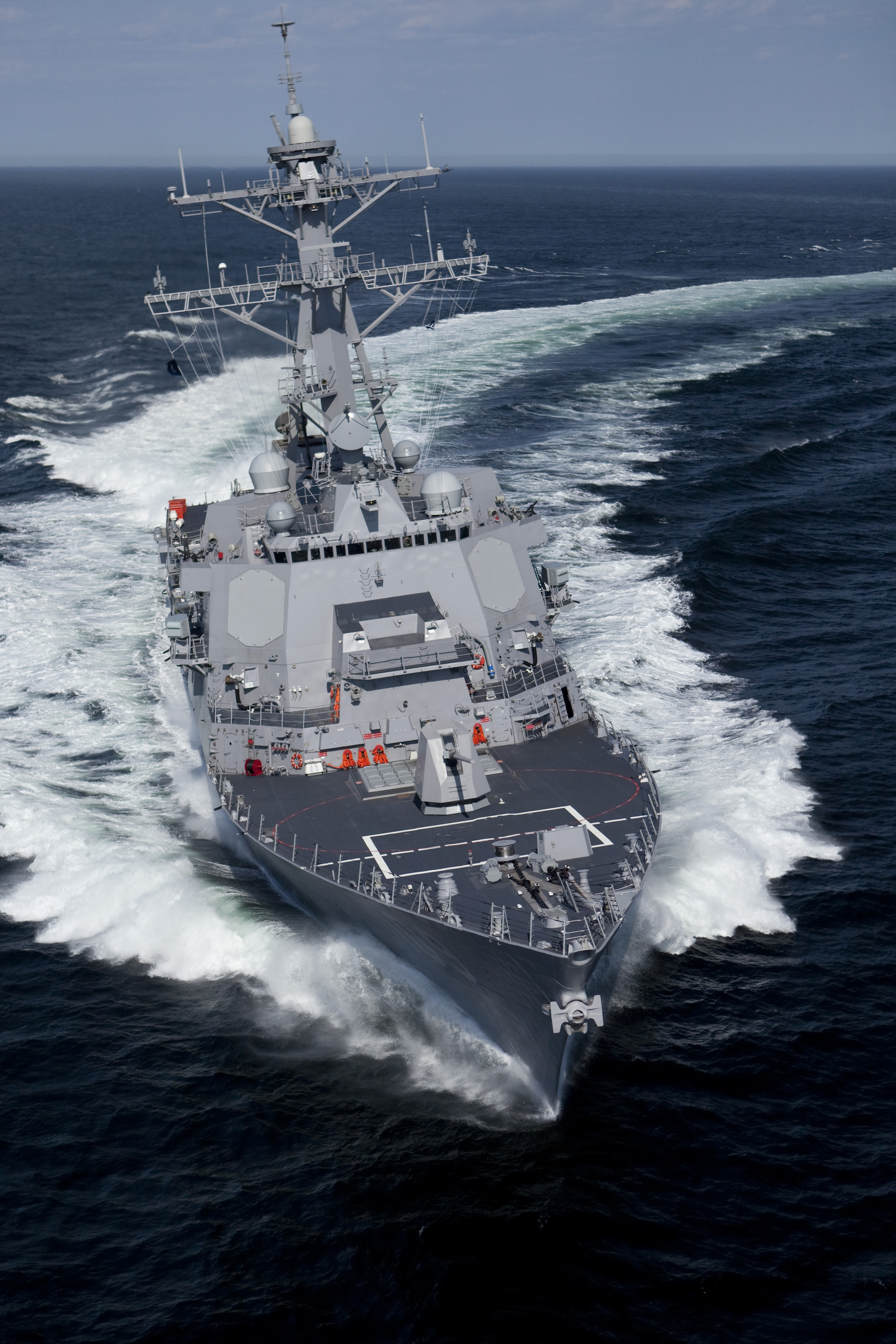
杰森·邓汉姆号进行海试

## 外部連結
- . Destroyer Photo Archive. NavSource Online.   [9 April 2010]. （原始内容存档于2020-02-03）.
- (新闻稿). Office of U.S. Congressman Randy Kuhl, 29th District of New York. 20 March 2007  [17 May 2007]. （原始内容存档于26 April 2007）.
- Official Ship's Site （页面存档备份，存于） Retrieved 2010-04-09.